# KT (energia)
kT (energia) – iloczyn stałej Boltzmanna k i temperatury T, ma wymiar energii. Ma bardzo duże znaczenie ze względu na to, że procesy chemiczne oraz wiele zjawisk fizycznych zależy od stosunku zmian energii związanych z tym zjawiskiem, ε, oraz średniej energii termicznej (cieplnej), która jest rzędu kT na 1 cząsteczkę (zob. równowaga chemiczna), czyli od wielkości (ε/kT). Przez fizyków i chemików wielkość kT jest traktowana jako swoista (zależna od temperatury) pseudojednostka energii.
kT jest wielkością stosowaną przy badaniu pojedynczych procesów lub cząsteczek (skala mikroskopowa), przy rozpatrywaniu zjawisk w większej skali stosuje się raczej wielkość RT:
RT = kT · (stała Avogadra).
Np. dla 1 cząsteczki jednoatomowej w fazie gazowej średnia energia kinetyczna wyraża się wzorem:
{\displaystyle \epsilon _{kin}={\tfrac {3}{2}}kT.}
Dla T = 300 K (temperatura pokojowa) kT = 0,026 eV.